# Ernst Holla
Ernst Holla (* 24. Juni 1888 in Krefeld; † 18. März 1963 in Düsseldorf) war ein deutscher Politiker der CDU.

## Leben und Beruf
Nach der Volksschule absolvierte Holla, der römisch-katholischen Glaubens war, eine Bäckerlehre, die er mit der Gesellenprüfung abschloss. 1913 legte er die Meisterprüfung ab und machte sich in Moers selbständig. Von 1914 bis 1918 nahm er am Ersten Weltkrieg teil. 1919 wählte ihn die örtliche Bäckerinnung zum Obermeister. Seit 1946 war er zusätzlich in Handwerksorganisationen auf Bundes- und Landesebene tätig.

## Partei
In der Weimarer Republik war Holla Mitglied des ZENTRUMS, 1945 gehörte er zu den Mitbegründern der CDU, deren Kreisvorsitzender er 1946 wurde.

## Abgeordneter
Holla war von 1920 bis 1933 und seit 1945 Mitglied des Stadtrates von Moers, nach dem Zweiten Weltkrieg wurde er auch Kreistagsabgeordneter im Kreis Moers.
Dem Deutschen Bundestag gehörte er von 1953 bis 1961 an. Er vertrat den Wahlkreis Moers im Parlament.

## Ehrungen
Nach Ernst Holla ist eine Straße in Moers benannt.